# Bonifatius (Toscana)
Bonifatius, markgrevar av Toscana.
En av de första markgrevarna var Bonifatius I, som omkring 828 kämpade med framgång mot saracenerna i Afrika. Markgrevarnas ätt utgick 1052 på manssidan med Bonifatius II, tillika greve av Modena, Reggio, Mantua och Ferrara, den rikaste och mäktigaste fursten i Italien på sin tid.